# Старий Трг-при-Ложу
Стари трг при Ложу (словен. Stari trg pri Ložu) — поселення в общині Лошка Долина, Регіон Нотрансько-крашка, Словенія. Висота над рівнем моря: 591,8 м.